# Polar Studios
I Polar Studios sono fra gli studi di registrazione più famosi in Scandinavia. 
Originariamente situati in un ex-cinema del 1934 a Sankt Eriksgatan 58-60, Kungsholmen a Stoccolma, Svezia, furono fondati da Björn Ulvaeus e Benny Andersson degli ABBA nel 1977, e inaugurati il 18 maggio dell'anno successivo.
I Led Zeppelin vi hanno registrato nel 1978 il loro ottavo album in studio, In Through the Out Door, pochi mesi dopo l'inaugurazione. Vi hanno lavorato artisti come i Ramones, Rammstein, Roxy Music, Genesis, Adam Ant, Backstreet Boys, Céline Dion, Roxette, Terra Firma, Entombed, The Hellacopters, Joan Armatrading, e molti altri.
Lo studio, generalmente considerato come uno dei migliori al mondo, disponeva di una console di missaggio Harrison, modificata dal tecnico del suono Mases Leif. Gli ABBA con il loro album The Visitors (1981) hanno segnato un punto di svolta per gli studios.
All'interno degli studios apparve sullo sfondo una foto del video degli ABBA "Gimme! Gimme! Gimme! (A Man After Midnight)", pochi anni dopo l'apertura del 1978.
I Polar Studios chiusero i battenti nel 2004 per riaprire in una nuova posizione, a King Side, sempre nei pressi di Stoccolma.